# Triarii
 (mars 2022).
Si vous disposez d'ouvrages ou d'articles de référence ou si vous connaissez des sites web de qualité traitant du thème abordé ici, merci de compléter l'article en donnant les références utiles à sa vérifiabilité et en les liant à la section « Notes et références ».
Les triarii sont la troisième (tri = trois) et dernière ligne disponible dans les légions républicaines, organisée en dix cohortes contenant chacune trois manipules de 160 hommes, chacune divisée en deux centuries de 80 soldats.
Ce sont des soldats avec un armement plus lourd que les simples légionnaires, et de meilleure qualité. Ils possèdent une longue lance ("hasta" en latin), un grand bouclier incurvé ancêtre du scutum, ainsi qu'un glaive ("gladius"), mais sont formés en phalange, ce qui les rend aptes à repousser les charges de cavalerie.
C'étaient les soldats les plus vieux et les plus expérimentés, disposant de plus de moyens financiers pour payer leur équipement. Ils formaient donc la dernière rangée de soldats, et restaient en retrait la plupart du temps pendant la bataille, à genou, se contentant même parfois de garder le camp en arrière. L'envoi des triarii au combat était mauvais signe puisque cela signifiait que les deux premiers rangs d'infanterie lourde de la légion républicaine, les hastati et les principes, avaient été vaincus, et donc que la bataille devenait difficile. Les survivants des deux premiers rangs se regroupaient alors autour de la puissante phalange et tentaient une ultime contre-attaque ou se préparaient à retarder l'ennemi pour faciliter la retraite. Ils chargeaient au plus fort du combat, au point de bascule entre victoire ou défaite. L'intérêt du placement de ces puissantes unités en arrière est d'empêcher la débandade de l'armée, et donc la phase de poursuite, où les soldats en fuite se font massacrer dans le dos par l'ennemi (souvent de la cavalerie), ce qui occasionne le plus grand nombre de morts dans une défaite.  
Les troupes des triarii étant deux fois moins nombreuses que celles des autres catégories de soldats, leurs manipules sont disposés sur un rectangle dont la profondeur est également deux fois inférieure à la longueur. Ainsi, même si les effectifs des différentes unités varient souvent, la longueur de l’espace qu’elles occupent reste toujours identique, seule la profondeur change.  
En latin, res ad triarios rediit "aller aux triarii" ou "en arriver à recourir aux triarii" signifiait entrer dans le vif du sujet, devoir recourir aux grands moyens. 

## Emploi pendant la dernière guerre
Le 5 septembre 1944, pour tenter de redonner du courage aux troupes allemandes, accablées par les défaites successives, le général Dittmar tenta l’expression. Dans le journal qu’il tenait courageusement en français, Marie-Joseph Bopp écrit : 
Ce soir, le général Dittmar a parlé sur le sujet : Res venit ad triarios. Cette citation aurait sûrement plu à feu M. Walch, cependant la comparaison de la situation actuelle avec une bataille romaine où les triaires des soldats d'élite qui combattent au troisième rang pour apporter la décision est très boiteuse. Car où sont les triaires allemands pour remporter la victoire ? Où sont ces troupes d'élite ? Disparus, tués, prisonniers. Ils ne pourront pas même dire comme Napoléon à Waterloo : « Faites donner la garde ! » Car la garde n'existe plus...